# Jacob van Reesbroeck

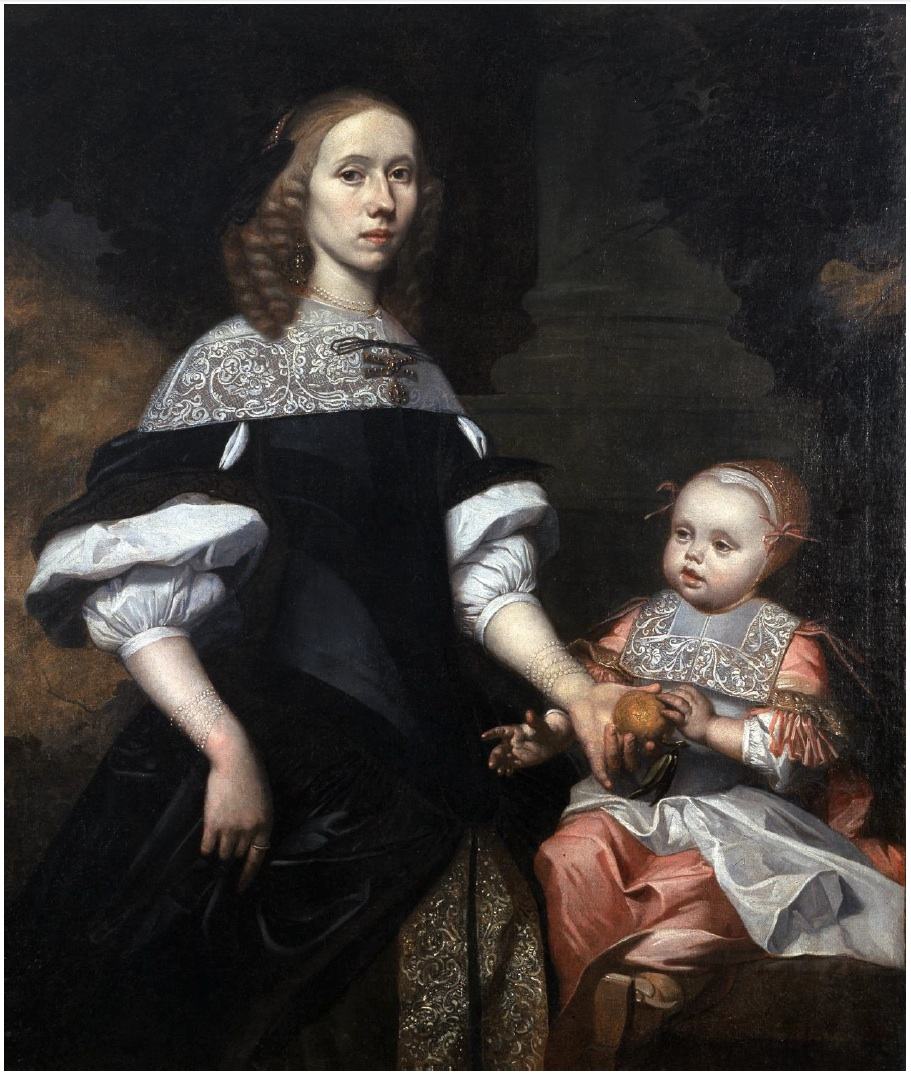
Jacob van Reesbroeck - Jonge vrouw met kind

Jacob van Reesbroeck (Antwerpen, 6 december 1620 - Hoogstraten, 27 februari 1704) was een Zuid-Nederlandse kunstschilder.
In 1633-1634 was hij leerjongen in de Antwerpse Sint-Lucasgilde. In de jaren 1641-1642 werd hij meester. Zijn laatste vermelding in Antwerpen is in 1660. In 1682 verhuisde hij naar Hoogstraten waar hij tot zijn dood in 1704 verbleef. Hij schilderde tussen 1682 en 1685 vier schilderijen die de vier kerkvaders, Ambrosius, Augustinus, Gregorius de Grote en Hiëronymus, voorstellen voor de Sint-Jan Evangelistkerk in het  begijnhof van Hoogstraten. Bij drie van de vier werken was de opdrachtgeefster een plaatelijke begijn: Barbara  Bax  (1600-na 1682), Cornelia van de  Sande  (1640-1685) en Gertrudis van Wijtfliet, gestorven in 1719. 
Hij was de leraar van Jacob Boels.
Jacob van Reesbroeck is lange tijd een 'vergeten' schilder geweest. Rond 1659 zocht Balthasar II Moretus een portretschilder om zichzelf en zijn familie voor de eeuwigheid vast te leggen. Peter Paul Rubens had dat voor de vorige generatie van de familie Moretus ook al gedaan. Daarmee werd van Reesbroeck de volgende huisschilder van de familie Moretus. Zijn creaties vormden dan ook een aanvulling op de reeds aanwezige portrettengalerij van de familie die de rijkdom en de degelijkheid van deze zakelijke drukkersfamilie moest weergeven.
- Biografisch Portaal: 17334844
- Gemeinsame Normdatei: 1059954915
- International Standard Name Identifier: 0000 0000 6802 4931
- RKD-Nederlands Instituut voor Kunstgeschiedenis: 65957
- Union List of Artist Names: 500019029
- Virtual International Authority File: 95798123